# Панафьё, Бернар-Луи-Огюст-Поль
Бернар-Луи-Огюст-Поль Панафьё (фр. Bernard-Louis-Auguste-Paul Panafieu; 26 января 1931, Шательро, Франция — 12 ноября 2017, Карпантра, там же) — французский кардинал. Титулярный епископ Тибили и вспомогательный епископ Анси с 18 апреля 1974 по 30 ноября 1978. Архиепископ Экс-ан-Прованса с 30 ноября 1978 по 24 августа 1994. Коадъютор с правом наследования Марсельской митрополии с 24 августа 1994 по 22 апреля 1995. Архиепископ Марселя с 22 апреля 1995 по 12 мая 2006. Кардинал-священник с титулом церкви Сан-Грегорио-Барбариго-алле-Тре-Фонтане с 21 октября 2003.

## Ранние годы и образование
Родился 26 января 1931 года, в Шательро, диоцез Пуатье, Франция. Сын Андре Панафьё, директора банка и Мадлен Дюссье. Его крещальное имя — Бернар-Луи-Огюст-Поль.
Образование получил в семинарии Альби, а также в семинарии Исси-ле-Мулинё.

## Священник
Был рукоположён в священники 22 апреля 1956 года для архидиоцеза Альби, служил викарием и капелланом лицея Ла Перуз с 1962 года по 1967 год. Он был также капелланом университетского прихода, капелланом студентов в Тулузе в 1967—1970 годы, кюре-деканом (фр. curé-doyen) Брассака в 1971—1974 годы и генеральным секретарем пресвитерского совета в 1973—1974 годы.

## Епископ
18 апреля 1974 года Панафьё был избран титулярным епископом Тибили и назначен вспомогательным епископом Анси. Хиротонисан 9 июня 1974 года, в кафедральном соборе Сен-Сесиль, Альби. Ординацию провёл Клод Мари Жозеф Дюпюи — архиепископ Альби, которому помогали Жан Батист Этьен Соваж — епископ Аннеси и Анри Клеман Виктор Донз — епископ Тарба и Лурда.
30 ноября 1978 года папа римский Иоанн Павел II назначил Бернара Панафьё архиепископом Экс-ан-Прованса . 24 августа 1994 года он был назван коадъютором архиепископа Марселя, с 22 апреля 1995 года — архиепископ Марселя. После того как 16 декабря 2002 года марсельская кафедра обрела статус митрополии, стал первым её архиепископом-митрополитом.

## Кардинал
Был возведён и объявлен кардиналом-священником с титулом церкви Сан-Грегорио-Барбариго-алле-Тре-Фонтане на консистории от 21 октября 2003 года папой римским Иоанном Павлом II. 12 мая 2006 года кардинал Панафьё покинул пост архиепископа Марселя, по достижении им возраста отставки.
Панафьё был одним из кардиналов-выборщиков, которые участвовали в Папском Конклаве 2005, который избрал папу римского Бенедикта XVI.
26 января 2011 года, кардиналу Бернару Панафьё исполнилось 80 лет и он потерял право на участие в Конклавах.
Скончался 12 ноября 2017 года.